# 鄧克利 (科羅拉多州)
鄧克利（英語：Dunckley）是位於美國科羅拉多州魯特縣的一個非建制地區。該地的面積和人口皆未知。

## 地理
鄧克利的座標為40°18′03″N 107°11′39″W / 40.30083°N 107.19417°W，而該地的平均海拔高度為2318米（即7605英尺）。